# Taekwondo na Letniej Uniwersjadzie 2007

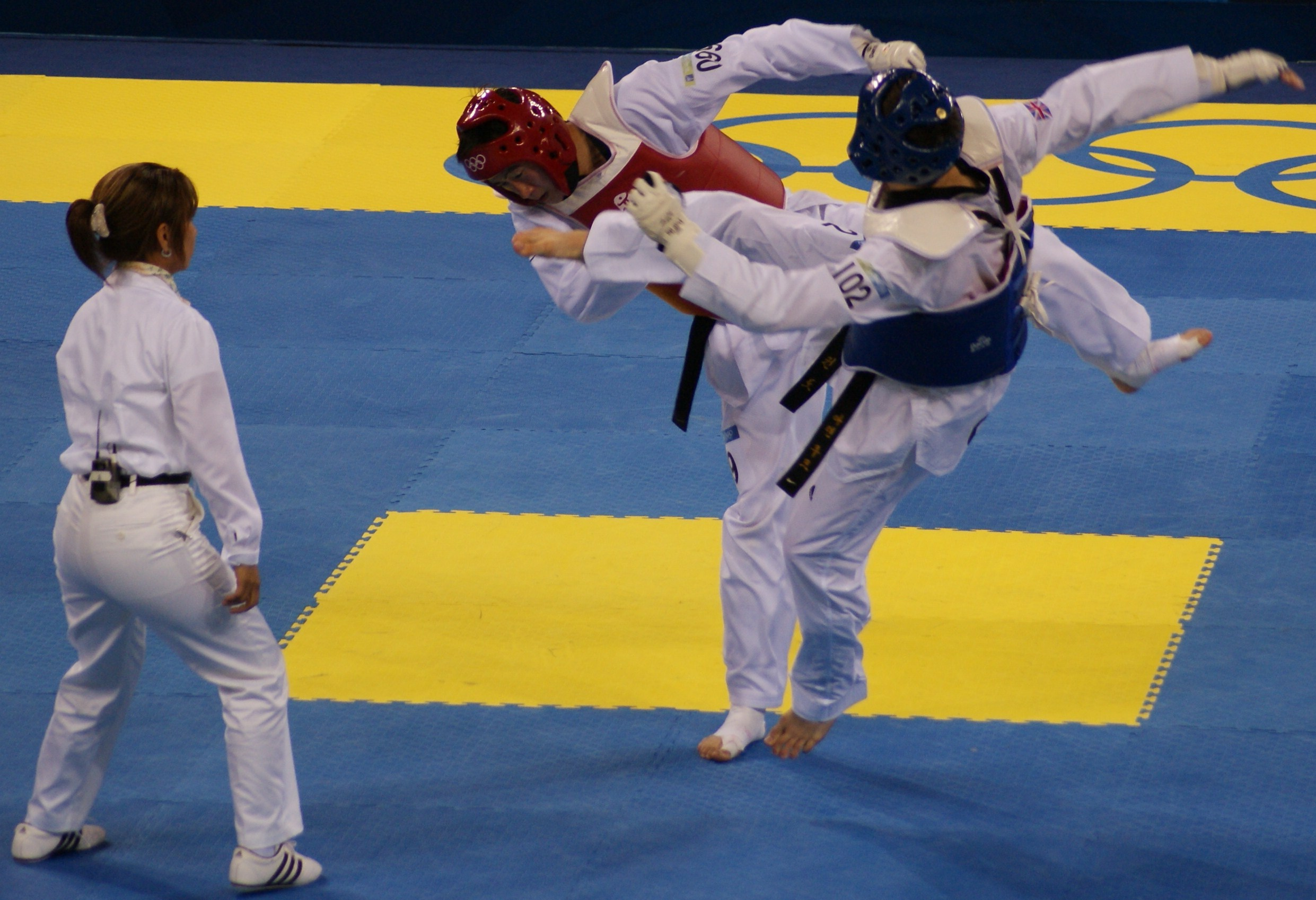

Taekwondo na Letniej Uniwersjadzie 2007 odbyło się w dniach 9–13 sierpnia w hali Thammasat University w Bangkoku.
Do rozdania było 16 kompletów medali. Po 8 w konkurencjach męskich jak i żeńskich.

## Obiekty
| Obiekt               | Miasto  | Funkcja           |
| Thammasat University | Bangkok | Zawody i treningi |

## Konkurencje
| - poniżej 54 kilogramów - poniżej 58 kilogramów - poniżej 62 kilogramów - poniżej 67 kilogramów - poniżej 72 kilogramów - poniżej 78 kilogramów - poniżej 84 kilogramów - powyżej 84 kilogramów | - poniżej 47 kilogramów - poniżej 51 kilogramów - poniżej 55 kilogramów - poniżej 59 kilogramów - poniżej 63 kilogramów - poniżej 67 kilogramów - poniżej 72 kilogramów - powyżej 72 kilogramów |

## Medale
| Konkurencja                     | Złoto                              | Srebro                               | Brąz                               |
| Mężczyźni                       |                                    |                                      |                                    |
| Poniżej 54 kilogramów szczegóły | Chutchawal Khalaor · Tajlandia     | Lee Woolinara · Korea Południowa     | Ihar Leanovich · Białoruś          |
| Poniżej 54 kilogramów szczegóły | Chutchawal Khalaor · Tajlandia     | Lee Woolinara · Korea Południowa     | Ayhan Kurt · Turcja                |
| Poniżej 58 kilogramów szczegóły | Lim In-mook · Korea Południowa     | Dech Sutthikunkarn · Tajlandia       | Arnaud Sangue · Francja            |
| Poniżej 58 kilogramów szczegóły | Lim In-mook · Korea Południowa     | Dech Sutthikunkarn · Tajlandia       | Diego Redina · Włochy              |
| Poniżej 62 kilogramów szczegóły | Kim Yong-min · Korea Południowa    | Nacha Punthong · Tajlandia           | Navid Sajjadi · Iran               |
| Poniżej 62 kilogramów szczegóły | Kim Yong-min · Korea Południowa    | Nacha Punthong · Tajlandia           | Dmitry Frank · Rosja               |
| Poniżej 67 kilogramów szczegóły | Mohammad Bagheri · Iran            | Tseng Ching-hsiang · Chińskie Tajpej | Nguyễn Minh Hiếu · Wietnam         |
| Poniżej 67 kilogramów szczegóły | Mohammad Bagheri · Iran            | Tseng Ching-hsiang · Chińskie Tajpej | Lee Kang-seok · Korea Południowa   |
| Poniżej 72 kilogramów szczegóły | Patiwat Thongsalap · Tajlandia     | Alireza Nasr Azadani · Iran          | Aritz Ichisoa · Hiszpania          |
| Poniżej 72 kilogramów szczegóły | Patiwat Thongsalap · Tajlandia     | Alireza Nasr Azadani · Iran          | Torann Mazeroi · Francja           |
| Poniżej 78 kilogramów szczegóły | Rouhollah Talebi · Iran            | Hwang Dae-sung · Korea Południowa    | Hung Chun-an · Chińskie Tajpej     |
| Poniżej 78 kilogramów szczegóły | Rouhollah Talebi · Iran            | Hwang Dae-sung · Korea Południowa    | Arman Yeremyan · Armenia           |
| Poniżej 84 kilogramów szczegóły | Yousef Karami · Iran               | Ismail Musaev · Rosja                | Ali Sari · Turcja                  |
| Poniżej 84 kilogramów szczegóły | Yousef Karami · Iran               | Ismail Musaev · Rosja                | Mauro Sarmiento · Włochy           |
| Powyżej 84 kilogramów szczegóły | Heo Jung-nyoung · Korea Południowa | Leonardo Basile · Włochy             | Morteza Rostami · Iran             |
| Powyżej 84 kilogramów szczegóły | Heo Jung-nyoung · Korea Południowa | Leonardo Basile · Włochy             | Salvador Perez · Meksyk            |
| Kobiety                         |                                    |                                      |                                    |
| Poniżej 47 kilogramów szczegóły | Mae-Num Chirdkiatisak · Tajlandia  | Li Dan · Chiny                       | Elaia Torrontegui · Hiszpania      |
| Poniżej 47 kilogramów szczegóły | Mae-Num Chirdkiatisak · Tajlandia  | Li Dan · Chiny                       | Lee Eun-me · Korea Południowa      |
| Poniżej 51 kilogramów szczegóły | Kwon Eun-kyung · Korea Południowa  | Yaowapa Boorapolchai · Tajlandia     | Özge Gök · Turcja                  |
| Poniżej 51 kilogramów szczegóły | Kwon Eun-kyung · Korea Południowa  | Yaowapa Boorapolchai · Tajlandia     | Jannet Alegria · Meksyk            |
| Poniżej 55 kilogramów szczegóły | Tseng Yi-hsuan · Chińskie Tajpej   | Jesika Torres · Stany Zjednoczone    | Julija Smyczkowa · Białoruś        |
| Poniżej 55 kilogramów szczegóły | Tseng Yi-hsuan · Chińskie Tajpej   | Jesika Torres · Stany Zjednoczone    | Jung Jin-hee · Korea Południowa    |
| Poniżej 59 kilogramów szczegóły | Kim Su-jeong · Korea Południowa    | Chonnapas Premweaw · Tajlandia       | Hsiao Wan-tien · Chińskie Tajpej   |
| Poniżej 59 kilogramów szczegóły | Kim Su-jeong · Korea Południowa    | Chonnapas Premweaw · Tajlandia       | Carolina Acosta · Meksyk           |
| Poniżej 63 kilogramów szczegóły | Su Li-wen · Chińskie Tajpej        | Josipa Kusanić · Chorwacja           | Hwang Hye-mi · Korea Południowa    |
| Poniżej 63 kilogramów szczegóły | Su Li-wen · Chińskie Tajpej        | Josipa Kusanić · Chorwacja           | Joyce Van Baaren · Holandia        |
| Poniżej 67 kilogramów szczegóły | Lin An-ni · Chińskie Tajpej        | Sibel Güler · Turcja                 | Liya Nurkina · Kazachstan          |
| Poniżej 67 kilogramów szczegóły | Lin An-ni · Chińskie Tajpej        | Sibel Güler · Turcja                 | Caroline Marton · Australia        |
| Poniżej 72 kilogramów szczegóły | Jung Sun-young · Korea Południowa  | Che Chew Chan · Malezja              | Ma Criselda Roxas · Filipiny       |
| Poniżej 72 kilogramów szczegóły | Jung Sun-young · Korea Południowa  | Che Chew Chan · Malezja              | Chen Yen-ju · Chińskie Tajpej      |
| Powyżej 72 kilogramów szczegóły | Hyun Kyoung-hwa · Korea Południowa | Leire Herboso · Hiszpania            | Yoo Hyo Rowe · Australia           |
| Powyżej 72 kilogramów szczegóły | Hyun Kyoung-hwa · Korea Południowa | Leire Herboso · Hiszpania            | Amie Szymanski · Stany Zjednoczone |

## Czołówka tabeli medalowej
| Rk | Kraj             | Złoto | Srebro | Brąz | Razem |
| 1. | Korea Południowa | 7     | 2      | 4    | 13    |
| 2. | Tajlandia        | 3     | 4      | 0    | 7     |
| 3. | Chińskie Tajpej  | 3     | 1      | 3    | 7     |
| 4. | Iran             | 3     | 1      | 2    | 6     |
| 5. | Turcja           | 0     | 1      | 3    | 4     |
| 6. | Hiszpania        | 0     | 1      | 2    | 3     |
| 6. | Włochy           | 0     | 1      | 2    | 3     |